# Eurocopter EC 635
Eurocopter EC 635 je lehký víceúčelový užitkový vrtulník vyvinutý evropským výrobcem vrtulníků, společností Eurocopter. Jedná se o vojenskou variantu vrtulníku Eurocopter EC 135. Dvoumotorový vrtulník EC 635 je schopen transportovat až osm pasažérů, včetně pilota, a je schopen nést vojenskou výzbroj. Je určen pro transport osob nebo nákladu, pro lékařskou pomoc, pro průzkum a pátrání a pro podporu pozemních jednotek.

## Vývoj
Eurocopter EC 635 byl vyvinut na požadavek portugalské armády, která potřebovala vrtulníky pro palebnou podporu a lékařskou pomoc. Oproti svému civilnímu vzoru EC 135 měl především zesílenou konstrukci a závěsníky pro umístění výzbroje. Poprvé byl vrtulník EC 635 představen v květnu 1998 na letecké exhibici Aviation Africa na letecké základně Watarkloof u Johannesburgu. Důvodem byla jeho neúspěšná účast v soutěži na náhradu jihoafrických vrtulníků Alouette III (zvítězil typ Agusta A109M).
V říjnu 1999 podepsalo portugalské ministerstvo obrany kontrakt na dodávku devíti kusů Eurocopter EC 635 T2 s motory Turbomeca Arrius 2B2 v celkové hodnotě 35 milionů eur. Očekávalo se, že první vrtulníky budou portugalskému letectvu dodány v roce 2001, nicméně došlo k výraznému zpoždění ve výrobě a portugalské ministerstvo obrany zrušilo kontrakt v srpnu 2002 s odůvodněním, že Eurocopter nebyl schopen dodat vrtulníky ve lhůtě mezi srpnem 2001 a dubnem 2002. Společnost Eurocopter uvedla jako důvod zrušení kontraktu skutečnost, že nedošlo k souhlasu integrace zbraňových systémů.
Původních devět portugalských vrtulníků EC 635 si v říjnu 2002 objednaly Královské jordánské vzdušné síly. Vrtulníky byly dodány v červenci 2003. V lednu 2006 si Jordánsko objednalo další čtyři kusy, ty byly dodány v roce 2007. Pět z nich bylo přiděleno speciálním jednotkám a další čtyři policii.
V dubnu 2006 objednala švýcarská agentura Swiss Defence Procurement Agency 20 kusů EC 635 pro švýcarské letectvo, které měly nahradit zastaralé vrtulníky Aérospatiale Alouette III. První čtyři kusy vyrobil Eurocopter, zbylých 16 kusů postavila švýcarská technologická společnost RUAG v Alpnachu. Dodávky vrtulníků probíhaly od března 2008 do prosince 2009. Švýcarské vrtulníky létají bez výzbroje. Dva z nich byly upraveny na VIP verzi pro přepravu vládních činitelů a dalších důležitých osob.
Zatím posledním zahraničním uživatelem typu se stal Irák, jehož ozbrojené síly roku 2009 objednaly celkem 24 strojů. První kusy byly do země dodány roku 2010. Vrtulníky jsou vybaveny bojovým systémem SAWS.

## Konstrukce

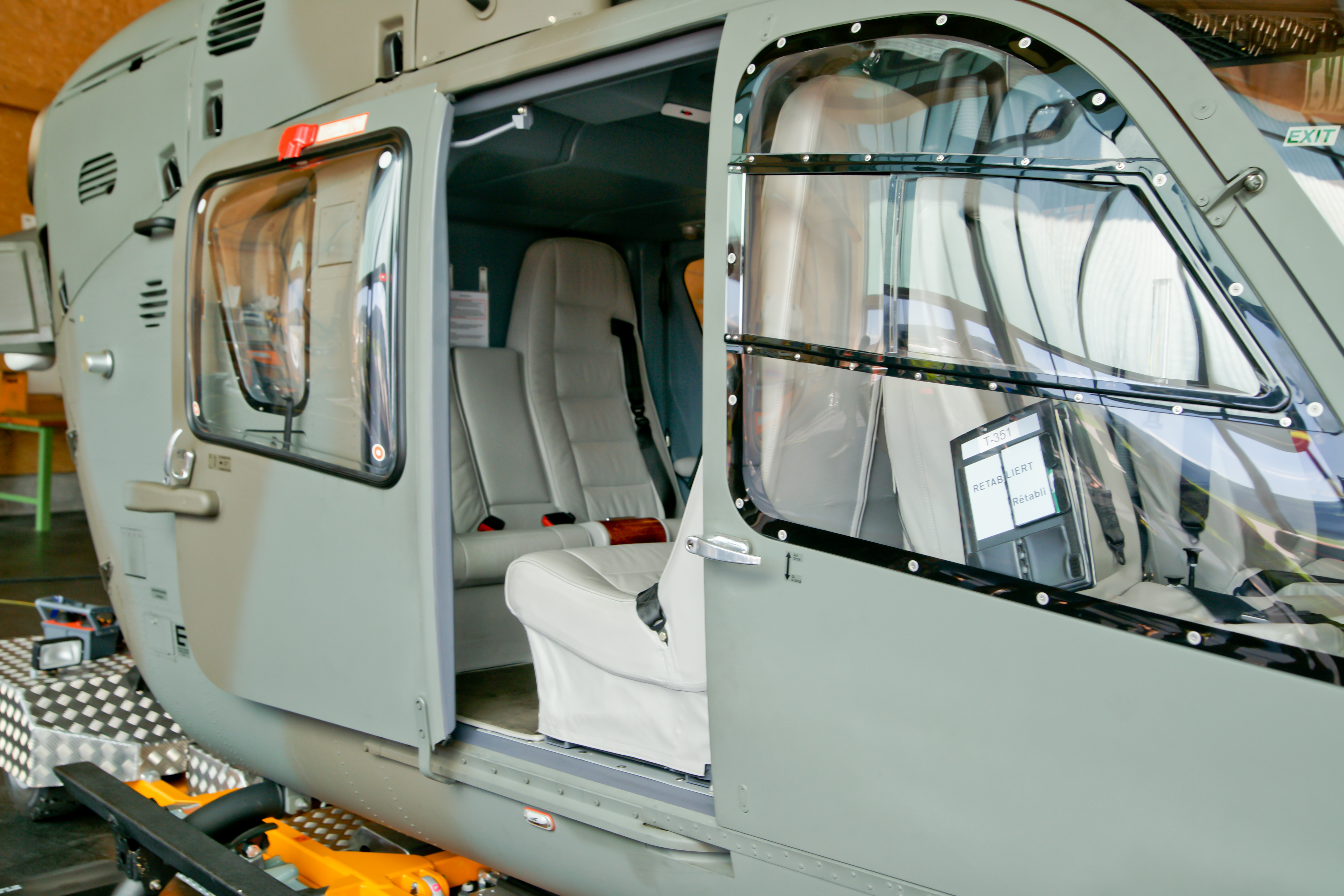
Nákladová kabina vrtulníku Eurocopter EC 635 P2+ ve VIP verzi švýcarských vzdušných sil

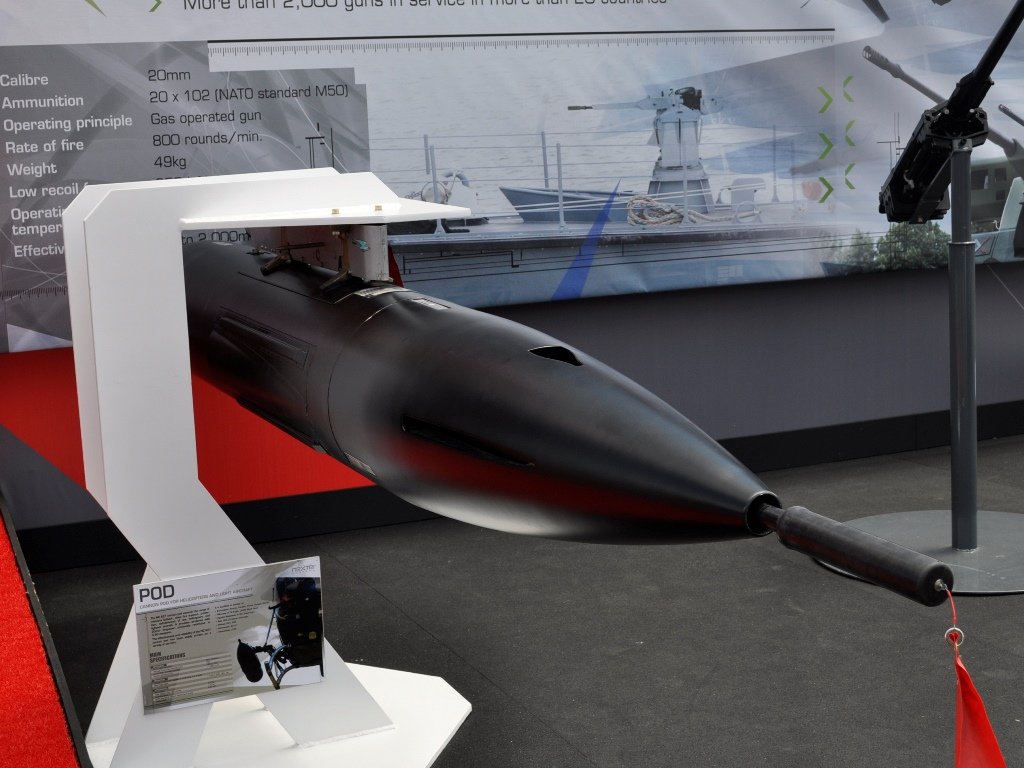
Kanónový kontejner s 20mm zbraní Nexter NC-621

Stroje Eurocopter EC 635 jsou postaveny na základě civilního modelu Eurocopter EC 135, jsou navíc doplněny o další výbavu, aby mohly plnit vojenské operace a nést zbraňové systémy. Vrtulníky mohou být poháněny buď dvěma turbohřídelovými motory Pratt & Whitney Canada PW200B2 (taková varianta pak nese označení Eurocopter EC 635 P2+), nebo dvěma turbohřídelovými motory Turbomeca Arrius 2B2 (Eurocopter EC 635 T2+). Vrtulníky EC 635 disponují čtyřlistým hlavním rotorem z vláknových kompozitních materiálů, ocasní rotor je v provedení Fenestron, který tak snižuje vibrace a hluk uvnitř nákladové kabiny. Mimoto jsou vrtulníky opatřeny antirezonančním izolačním systémem ARIS (anglicky Anti Resonance Isolation System) a také systémem digitálního řízení leteckých motorů FADEC (Full Authority Digital Engine Control).
Vrtulníky EC 635 mohou být dodávány ve čtyřech úrovních výbavy podle potřeb zákazníka. Vojenská transportní verze může transportovat až sedm vojáků a pilota, zatímco transportní verze se sedadly pro pasažéry je schopna transportovat šest pasažérů a pilota. Lékařská verze může být vybavena jedněmi nebo dvěma nosítky a je schopna přepravovat až pět sedících členů zdravotnického personálu. Kabina vrtulníku má délku 3,05 m, šířku 1,5 m a výšku 1,26 m. Vrtulníky tak patří k nejprostornějším ve své kategorii. Nákladní transportní verze má k dispozici nákladovou kabinu o objemu 4,9 m³. Interiér je dobře přístupný rozměrnými dveřmi na každém boku a dvoukřídlými vraty na zádi. Své boční dveře mají oba piloti. Vrtulník je vybaven moderní avionikou a tzv. skleněným kokpitem.
Bojová verze EC 635 je schopna nést zbraňové systémy a další výbavu pro boj. Její posádku obvykle tvoří velitel, pilot a pozorovatel. Základem jejich výzbroje je systém SAWS vyvinutý Eurocopterem a jihoafrickou společností ATE. Ten tvoří pouzdro pro 20mm kanón Nexter NC-621, pouzdro pro 12,7mm kulomet FN Herstal HMP-400, či laserem naváděné protitankové střely Denel Ingwe. Vrtulníky mohou být vybaveny také infračerveným kamerovým systémem FLIR nebo pátracím radarem pro leteckou službu pátrání a záchrany (SAR).

## Varianty
- EC 635 T1: Varianta byla certifikována v roce 2001 a je poháněna dvěma turbohřídelovými motory Turbomeca Arrius 2B2.
- EC 635 P2: Varianta poháněná dvěma turbohřídelovými motory Pratt & Whitney Canada PW206B2.
- EC 635 T2: Varianta poháněná dvěma turbohřídelovými motory Turbomeca Arrius 2B2.
- EC 635 P2+: Varianta byla certifikována v roce 2006 a je poháněna dvěma turbohřídelovými motory Pratt & Whitney Canada PW206B2.
- EC 635 T2+: Varianta byla certifikována v roce 2006 a je poháněna dvěma turbohřídelovými motory Turbomeca Arrius 2B2.

## Uživatelé
Irák
- Irácká armáda provozuje 24 kusů.

 Jordánsko

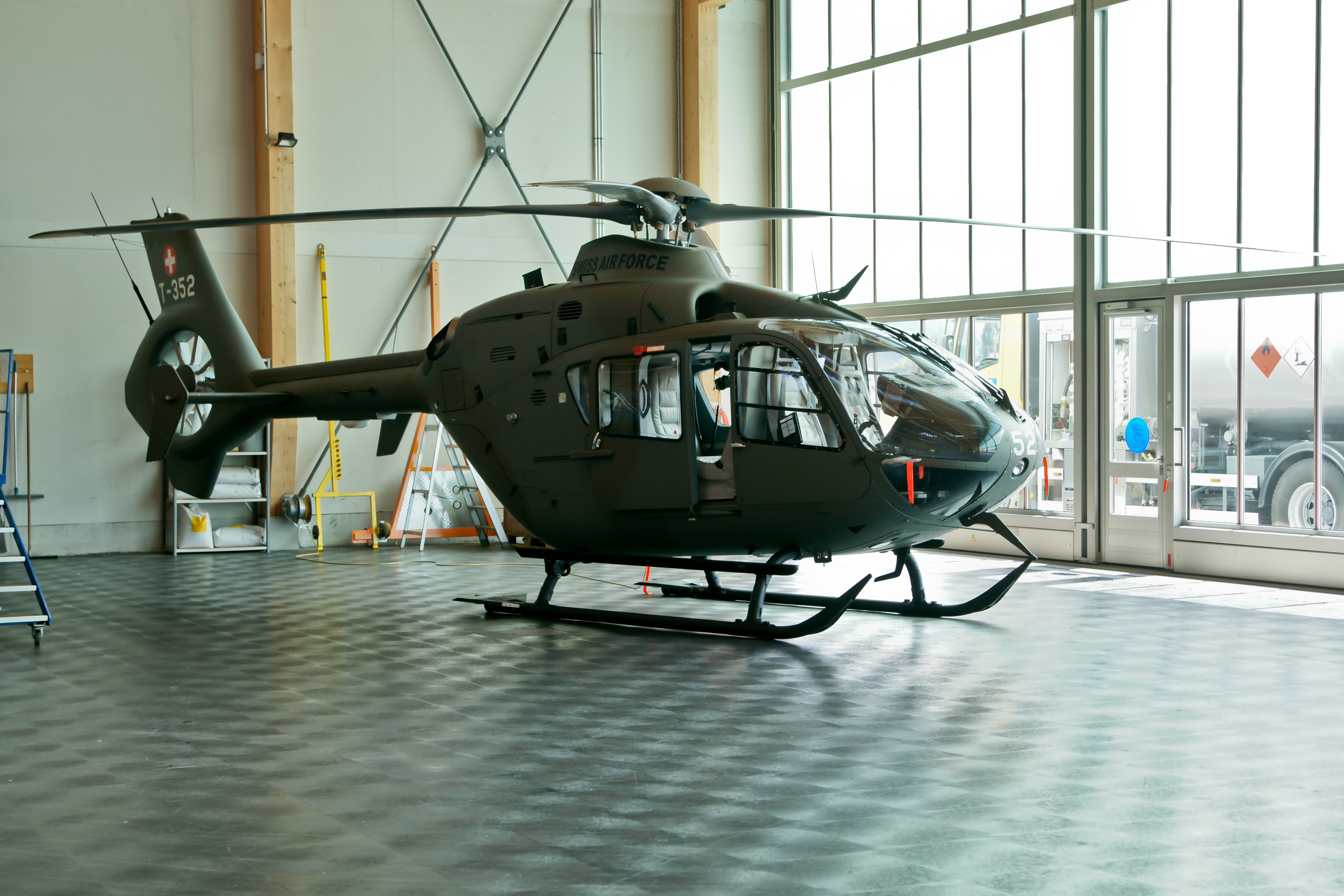
Eurocopter EC 635 P2+ švýcarských vzdušných sil

- Jordánské královské vzdušné síly provozují 14 kusů EC 635 T2 pro hraniční stráž, boj s terorismem, policejní lety a leteckou záchrannou službu.

 Švýcarsko
- Švýcarské vzdušné síly disponují 18 kusy EC 635 P2+ pro vojenské účely a dvěma kusy EC 635 P2+ pro VIP účely. Vrtulníky byly dodávány od března 2008, aby ve službě nahradily zastaralé stroje Aérospatiale Alouette III.[6][7]

## Specifikace (EC 635 P2)

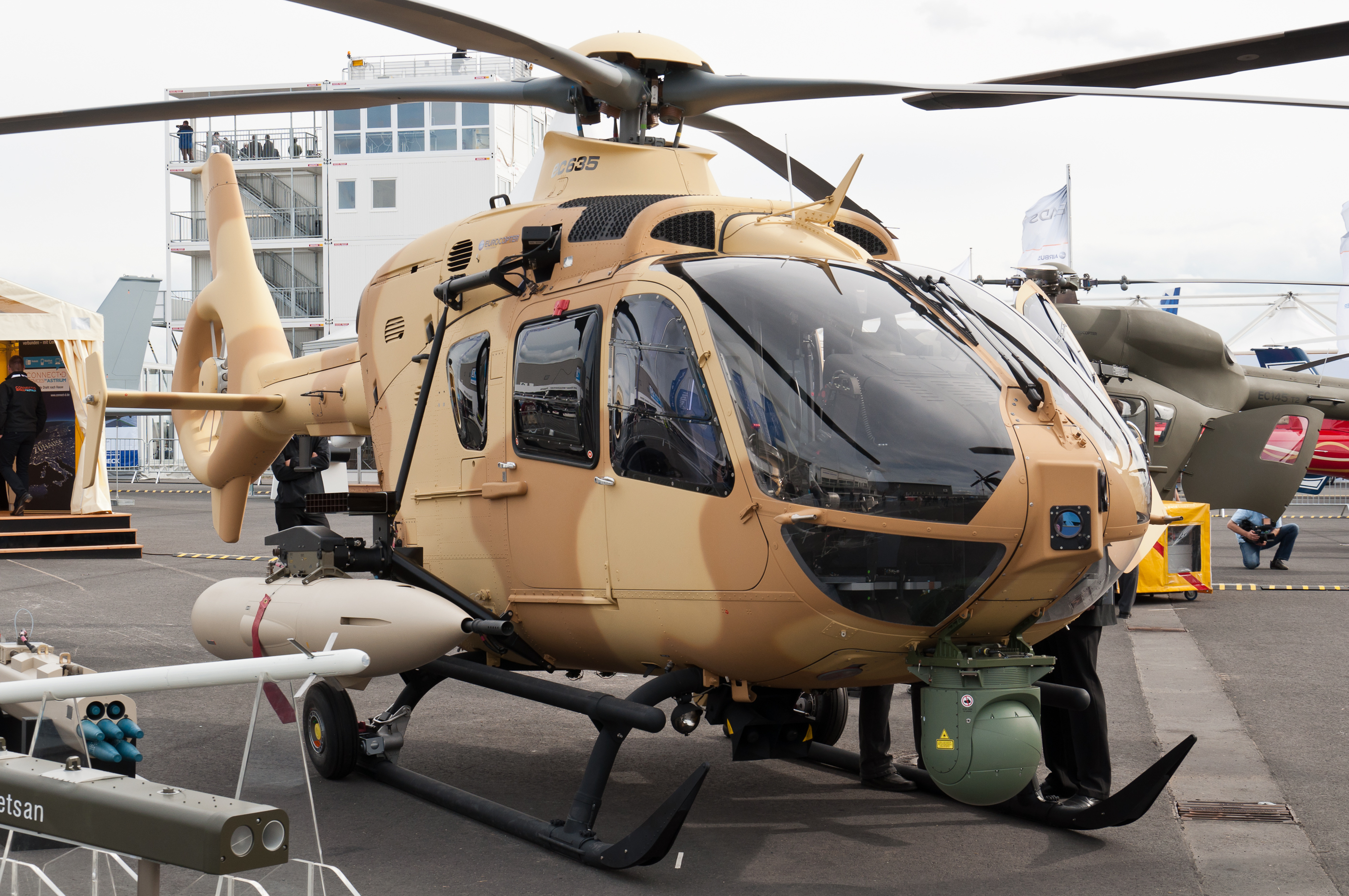
Výzbroj bojové varianty

Data podle fas.org.

### Technické údaje
- Posádka: 1 pilot
- Užitečná zátěž: 8 osob nebo 1443 kg vnitřního nákladu
- Délka: 10,21 m
- Výška: 3,62 m
- Průměr nosného rotoru: 10,2 m
- Plocha nosného rotoru: 81,7 m²
- Prázdná hmotnost: 1467 kg
- Maximální vzletová hmotnost: 2900 kg
- Pohonná jednotka: 2× turbohřídelový motor Pratt & Whitney Canada PW206B2, každý o výkonu 609 kW

### Výkony
- Maximální rychlost: 259 km/h
- Cestovní rychlost: 254 km/h
- Stoupavost: 10,9 m/s
- Dostup: 6095 m
- Dolet: 650 km